# クイーンカップ (福山競馬)
クイーンカップは福山市競馬事務局が福山競馬場のダート1600mで施行していた地方競馬の重賞競走（平地競走）である。

## 概要
1974年にアングロアラブ系4歳（現3歳）以上の中国所属馬限定の重賞競走として創設されるが、創設当初から1977年までは本競走の施行回数としてカウントされなかった。1978年から正式に施行回数として第1回からカウントされ、出走条件を「アングロアラブ系4歳（現3歳）牝馬の中国所属馬」に変更、福山アラブ三冠競走（福山ダービー、鞆の浦賞、アラブ王冠）の前哨戦として位置付けられていた。1987年のみは施行されなかった。
2008年のみは混合（サラブレッド系・アングロアラブ系）3歳牝馬の中国所属馬の出走条件として施行され、2009年にサラブレッド系3歳牝馬の中国所属馬限定の重賞競走「福山プリンセスカップ」が新設されたのを機に、本競走は福山牝馬特別への前哨戦として位置付けられ、出走条件を「サラブレッド系4歳以上牝馬の中国所属馬」に変更された。2011年からは正式に福山牝馬特別へのトライアル競走として位置付けられ、1着馬のみ、福山牝馬特別への優先出走権が与えられる様になった。
施行距離はダート1600mで施行されていたが、1976年 - 1977年ではダート1800mで施行されていた。
負担重量は1974年 - 2008年は馬齢重量、2009年以降は別定重量である。
賞金総額は81万円で、1着賞金60万円、2着賞金12万円、3着賞金6万円、4着賞金3万円と定められている。

## 歴史
- 1974年 - 福山競馬場のダート1600mのアングロアラブ系4歳（現3歳）以上の中国所属馬限定の馬齢重量の重賞競走「葦陽賞」として創設。
- 1976年 - 施行距離をダート1800mに変更。
- 1978年
  - 施行距離をダート1600mに戻す。
  - 出走条件を「アングロアラブ系4歳（現3歳）以上の中国所属馬」から「アングロアラブ系4歳（現3歳）牝馬の中国所属馬」に変更し、「クイーンカップ」として施行。
  - この年からクイーンカップとしての施行回数としてカウントされる。
- 1982年
  - 藤井勝也と騎手として史上初の連覇。
  - 東森實が調教師として史上初の連覇。
- 1986年 - 千同武由が調教師として史上2人目の連覇。
- 1987年 - 施行されず。
- 1992年 - 嬉勝則が騎手として史上初の4連覇。
- 1997年 - 渡辺博文が騎手として史上3人目の連覇。
- 2000年 - 弓削和彦が調教師として史上3人目の連覇。
- 2001年 - 馬齢表示の国際基準への変更に伴い、出走条件を「アングロアラブ系4歳牝馬の中国所属馬」から「アングロアラブ系3歳牝馬の中国所属馬」に変更。
- 2005年
  - 嬉勝則が騎手として史上4度目の連覇、かつ騎手自身2度目の連覇。
  - 白津壽己が調教師として史上4人目の連覇。
- 2008年 - 当年のみ、「混合3歳牝馬の中国所属馬」の出走条件で施行。
- 2009年
  - 出走条件を「混合3歳牝馬の中国所属馬」から「サラブレッド系4歳以上牝馬の中国所属馬」に変更。
  - 負担重量を「馬齢重量」から「別定重量」に変更。
- 2011年
  - 1着馬のみ、福山牝馬特別への優先出走権が付与される様になる。
  - ビービーバイラが史上初の連覇。
  - 檜山博史が調教師として史上5人目の連覇。
- 2013年 - 三村展久が騎手として史上4人目の連覇。

### 歴代優勝馬
| 回数   | 施行日        | 優勝馬             | 性齢 | 所属 | タイム | 優勝騎手   | 管理調教師 |
| ------ | ------------- | ------------------ | ---- | ---- | ------ | ---------- | ---------- |
| 第1回  | 1978年3月4日  | トキノフレツチヤ   | 牝4  | 福山 | 1:52.1 | 藤岡鉄郎   | 那俄性一人 |
| 第2回  | 1979年3月10日 | イサギクイン       | 牝4  | 福山 | 1:48.7 | 藤尾育央   | 部谷久司   |
| 第3回  | 1980年3月10日 | ハナノカリム       | 牝4  | 福山 | 1:49.0 | 宮岡大宏   | 楠見政徳   |
| 第4回  | 1981年3月8日  | セコセンジユ       | 牝4  | 福山 | 1:47.2 | 藤井勝也   | 東森實     |
| 第5回  | 1982年3月13日 | コタカロイヤル     | 牝4  | 福山 | 1:48.5 | 藤井勝也   | 東森實     |
| 第6回  | 1983年2月28日 | ギバイスター       | 牝4  | 福山 | 1:52.9 | 鋤田誠二   | 鋤田久     |
| 第7回  | 1984年2月27日 | コタカクイン       | 牝4  | 福山 | 1:49.5 | 藤井勝也   | 部谷久司   |
| 第8回  | 1985年2月4日  | ユキノバレー       | 牝4  | 福山 | 1:53.9 | 小嶺英喜   | 千同武由   |
| 第9回  | 1986年2月10日 | ユウコウサクセス   | 牝4  | 福山 | 1:53.5 | 吉井昭藏   | 千同武由   |
| 第11回 | 1988年3月13日 | ビソウハート       | 牝4  | 福山 | 1:50.0 | 藤井勝也   | 東森實     |
| 第12回 | 1989年2月12日 | ニホンカイローレル | 牝4  | 福山 | 1:49.4 | 嬉勝則     | 白津壽己   |
| 第13回 | 1990年2月12日 | ヒラノキリー       | 牝4  | 福山 | 1:49.7 | 嬉勝則     | 高本修一   |
| 第14回 | 1991年2月25日 | ニホンカイスバル   | 牝4  | 福山 | 1:51.3 | 嬉勝則     | 白津壽己   |
| 第15回 | 1992年2月22日 | ヒラボクエンゼル   | 牝4  | 福山 | 1:52.9 | 嬉勝則     | 高本修一   |
| 第16回 | 1993年3月20日 | グリンヘイセイ     | 牝4  | 福山 | 1:52.6 | 北野多美男 | 末廣八十夫 |
| 第17回 | 1994年3月26日 | スイセイリンボー   | 牝4  | 福山 | 1:51.6 | 久保河内健 | 弓削和彦   |
| 第18回 | 1995年3月13日 | ゴウドウトップラン | 牝4  | 福山 | 1:51.1 | 岡田祥嗣   | 高本修一   |
| 第19回 | 1996年3月17日 | ローレルキセキ     | 牝4  | 福山 | 1:48.9 | 渡辺博文   | 上原光博   |
| 第20回 | 1997年3月24日 | ワイルドウイン     | 牝4  | 福山 | 1:51.6 | 渡辺博文   | 楠見政徳   |
| 第21回 | 1998年3月23日 | マジックフエルド   | 牝4  | 福山 | 1:50.7 | 岡崎準     | 上原光博   |
| 第22回 | 1999年3月22日 | モナクロマン       | 牝4  | 福山 | 1:50.7 | 久保河内健 | 弓削和彦   |
| 第23回 | 2000年3月20日 | イクノシンプウ     | 牝4  | 福山 | 1:48.0 | 岡田祥嗣   | 弓削和彦   |
| 第24回 | 2001年2月26日 | ギャラクシア       | 牝3  | 福山 | 1:51.3 | 嬉勝則     | 番園一男   |
| 第25回 | 2002年2月25日 | ルパンユイナ       | 牝3  | 福山 | 1:51.4 | 片桐正雪   | 那俄性一人 |
| 第26回 | 2003年3月22日 | デザートビュー     | 牝3  | 福山 | 1:50.0 | 渡辺博文   | 徳本慶一   |
| 第27回 | 2004年2月28日 | ピアドジャザー     | 牝3  | 福山 | 1:50.9 | 嬉勝則     | 白津壽己   |
| 第28回 | 2005年3月5日  | ピアドロイ         | 牝3  | 福山 | 1:50.2 | 嬉勝則     | 白津壽己   |
| 第29回 | 2006年3月20日 | ユノマリアージュ   | 牝3  | 福山 | 1:52.0 | 野田誠     | 胡本友晴   |
| 第30回 | 2007年3月3日  | ミスジョージ       | 牝3  | 福山 | 1:52.8 | 楢崎功祐   | 戸川吉和   |
| 第31回 | 2008年3月23日 | ウルトラエナジー   | 牝3  | 福山 | 1:46.4 | 岡田祥嗣   | 徳本慶一   |
| 第32回 | 2009年2月8日  | トミノプラネット   | 牝4  | 福山 | 1:46.1 | 嬉勝則     | 吉井勝宏   |
| 第33回 | 2010年2月7日  | ビービーバイラ     | 牝5  | 福山 | 1:48.4 | 渡辺博文   | 檜山博史   |
| 第34回 | 2011年2月13日 | ビービーバイラ     | 牝6  | 福山 | 1:47.1 | 楢崎功祐   | 檜山博史   |
| 第35回 | 2012年1月15日 | ストロングジョイス | 牝7  | 福山 | 1:46.9 | 三村展久   | 鋤田誠二   |
| 第36回 | 2013年1月12日 | フレアリングマリー | 牝5  | 福山 | 1:46.4 | 三村展久   | 小嶺英喜   |

※施行回数としてカウントされていた1978年以降とする。
※馬齢は2000年以前については旧表記を用いる。

### 競走結果の出典
- クイーンカップ　歴代優勝馬 - 地方競馬全国協会

## 本競走からの福山牝馬特別優勝馬
2009年から福山牝馬特別への前哨戦として施行されていたが、2010年に優勝したビービーバイラの2着入賞が最高で、優勝馬は1頭も出ていなかった。また2012年時点で、福山所属馬が福山牝馬特別を制した年は一度も無く、全て他地区所属馬が制していた。